# Misumenoides gwarighatensis
Misumenoides gwarighatensis är en spindelart som beskrevs av Gajbe 2004. Misumenoides gwarighatensis ingår i släktet Misumenoides och familjen krabbspindlar. Inga underarter finns listade i Catalogue of Life.